# Winnetka
Winnetka – wieś (village) w hrabstwie Cook, w północno-wschodniej części stanu Illinois, w Stanach Zjednoczonych, położona nad jeziorem Michigan, na północnych przedmieściach Chicago. W 2016 roku miejscowość liczyła 12 417 mieszkańców.
Pierwsi Europejscy osadnicy przybyli tu w latach 20. i 30. XIX wieku. Miejscowość rozplanowana została w 1854 roku, wkrótce po dotarciu tu kolei, a jej formalne założenie nastąpiło w 1869 roku.
Winnetka jest jedną z najzamożniejszych miejscowości w Stanach Zjednoczonych. W 2015 roku średnie roczne zarobki w gospodarstwie domowym wyniosły blisko 312 tys. dolarów, dając jej 10. pozycję pod tym względem w kraju.
Przy 671 Lincoln Avenue w tej miejscowości znajduje się dom, w którym rozgrywa się akcja filmu Kevin sam w domu a także początkowe sceny filmu Kevin sam w Nowym Jorku.